# Teodorico Pietrocola Rossetti
Teodorico Pietrocòla Rossetti (Vasto, 26 novembre 1825 – Firenze, 3 giugno 1883) è stato un predicatore evangelico e un patriota italiano durante la stagione del Risorgimento.

## Biografia
Teodorico Pietrocola, figlio di Luigi e di Cleofe Marchesani, fece studi umanistici a Napoli, dove si legò agli ambienti liberali e giobertiani. Nel Regno di Napoli, in seguito ai moti insurrezionali del 1848 a cui partecipò, fu condannato a morte. Fuggì a Livorno, dove pubblicò un opuscolo usando per la prima volta il cognome Rossetti in onore dello zio, il poeta e patriota Gabriele Rossetti. All'inizio usò lo pseudonimo di "Teodorico Rossetti", che in seguito trasformerà in "Teodorico Pietrocola Rossetti". Poco dopo si trasferì in Francia, trovando il tempo e il modo di lasciarsi coinvolgere nei moti operai del 1851 a Lione. Il colpo di Stato bonapartista del 1851 lo indusse a traversare la Manica.
In Inghilterra fu accolto calorosamente da Gabriele e dalla sua famiglia che frequentò assiduamente per cinque anni insieme ai suoi cugini di secondo grado Maria, istitutrice e critica letteraria e futura suora anglicana, Dante Gabriel, poeta e pittore pre-raffaellita, William, scrittore e critico letterario, e Christina Rossetti, poetessa. Qui, in un ambiente culturale molto ricco, conobbe altri frequentatori di casa Rossetti, tra cui Lewis Carroll, che diventò suo amico e per il quale tradusse in italiano Alice nel paese delle meraviglie e il nobile fiorentino Piero Guicciardini, che lo portò, insieme a Gabriele e alle sue figlie, a frequentare per un certo tempo i gruppi di evangelici a Londra. Ciò portò alla sua conversione al cristianesimo evangelico avvenuta nel 1853. 
Grazie all'intercessione di Piero Guicciardini nel 1857 rientrò in Italia (nel Regno di Sardegna), con un passaporto a firma del conte di Cavour con esplicita motivazione: "per andare ad Alessandria a predicare l'Evangelo": da allora si mise al lavoro con una testimonianza continua e costante, formando comunità evangeliche. Fu tra i fondatori e conduttori del movimento delle “Chiese Cristiane Libere” ( oggi “Chiese dei fratelli”) , per l'edificazione delle quali scrisse circa duecento inni e partecipò alla traduzione della Bibbia dai testi originali ebraici e greci. 
Stabilitosi ad Alessandria, iniziò un'intensa opera di evangelizzazione, da cui nacquero diverse comunità nel Piemonte.
La collaborazione con Piero Guicciardini, che egli considerava una sorta di "padre spirituale", rimase costante. Guicciardini era il principale organizzatore di quella campagna di evangelizzazione in Italia: egli si manteneva in contatto con vari comitati evangelici a Nizza e Ginevra, e con gli amici in Gran Bretagna, teneva l'amministrazione, inviava resoconti dell'Opera ai donatori, manteneva contatti con le autorità pubbliche. A Pietrocola Rossetti spettava, invece, il compito di evangelizzare, curare i nuovi convertiti, riunirli in comunità, istruire i futuri evangelisti, scrivere inni, insegnare ed esercitare la cura d'anime. Inoltre, dove era possibile, fondava scuole.
Alcune comunità nacquero lungo le direttrici ferroviarie intorno ad Alessandria, uno dei principali nodi ferroviari dell'Italia settentrionale. Tra gli "operai dell'Evangelo" spesso vi erano dei ferrovieri che, durante le pause del servizio, illustravano ai colleghi la fede evangelica.
Nel 1866 con la moglie si trasferì a Firenze.
Nel 1870 Pietrocola Rossetti iniziò la pubblicazione del periodico: "La Vedetta Cristiana". Nel 1872 tradusse in italiano Alice nel paese delle meraviglie di Lewis Carroll, del quale era stato amico.
Nel 1874 a Bologna ricevette il sacramento del battesimo nella sua Chiesa evangelica (non ritenendo valido o significativo il battesimo nella Chiesa cattolico-romana, ricevuto da neonato).
Nel 1881 venne colpito da paralisi, e morì il 3 giugno 1883, all'età di 58 anni.

## Opere
- Teodorico Rossetti, Ferdinando Borbone il Regno di Napoli e la guerra dell'indipendenza : pensieri, Livorno, tip.Migliaresi, 1849,  p. 24, SBN LIA0246308.
- Teodorico Pietrocola Rossetti, Gemme di fede : parte prima, traduzione di L.A., Genova, E. Oliveri & C., 1849,  p. 55, SBN NAP0550635.
- (EN) Teodorico Pietrocola Rossetti, Prophecy of the nineteenth century, tr. by L.A, London, Stephenson and Spence, 1854,  p. 161, ISBN 978-1141591671. URL consultato il 12 dicembre 2016.
- Teodorico Pietrocola Rossetti, La religione di Stato, Torino, Stamperia di compositori-tipografi, 1861,  p. 76, SBN UBO0326407.
- Teodorico Pietrocola Rossetti, Gabriele Rossetti, Torino, Unione tipografico–editrice, 1861,  p. 78, SBN LO10301867. URL consultato il 12 dicembre 2016.
- Teodorico Pietrocola Rossetti, Cenni statistici sull'ex-reame di Napoli : Sulle condizioni attuali del napoletano ..., in Rivista contemporanea Maggio'81, Firenze, Tip.Claudiana, 1861,  p. 18, SBN LO10301867.
- Teodorico Pietrocola Rossetti, Principii della chiesa romana, della chiesa protestante e della chiesa cristiana, Torino, Stamperia dell'unione tipografico-editrice,, 1863,  p. 166, SBN RAV0244499.
- Teodorico Pietrocola Rossetti, Biografia di Rosa Madiai, Firenze, stabilimento di G. Pellas, 1871,  p. 37, SBN CFI0822159. URL consultato il 12 dicembre 2016.
- Teodorico Pietrocola Rossetti, Galateo civile e religioso ad uso de' piccoli fanciulli, Firenze, stabilimento di G. Pellas, 1871,  p. 55, SBN CFI0802785. URL consultato il 12 dicembre 2016.
- Lewis Carroll, Le avventure d'Alice nel paese delle meraviglie, traduzione di Teodorico Pietrocola Rossetti, Torino, Loescher, 1872,  p. 189, SBN CFI0325309. URL consultato il 12 dicembre 2016.
- Teodorico Pietrocola Rossetti, La società biblica italiana discorso, Firenze, stabilimento di G. Pellas, 1873,  p. 13, SBN CFI0820645. URL consultato il 12 dicembre 2016.
- Teodorico Pietrocola Rossetti, Storia dei papi dalla introduzione del cristianesimo in Roma allo stabilimento del potere temporale, Firenze, Fratelli Pellas, 1873,  p. 262, SBN BA10027213.
- Teodorico Pietrocola Rossetti, Salmi, inni e canzoni spirituali, Firenze, Fratelli Pellas, 1867,  p. 320, SBN CFI0613086.
- Teodorico Pietrocola Rossetti, Jeronimo Savonarola, Firenze, Fratelli Pellas, 1874,  p. 16, SBN LO10319883.
- Teodorico Pietrocola Rossetti, La libreria Guicciardini sulla riforma religiosa in Italia nel secolo 16. nella Biblioteca nazionale di Firenze, Firenze, Fratelli Pellas, 1877,  p. 14, SBN IEI0216028.